# Agnès
Agnès ist die französische Form des weiblichen Vornamens Agnes.

## Namensträgerinnen
- Agnès d’Harcourt († 1291), Äbtissin der Abtei Longchamp und Biographin von Isabella von Frankreich

- Agnès Arnauld (1593–1671), französische Nonne, Zisterzienserin und Äbtissin
- Agnès Bénassy-Quéré (* 1966), französische Ökonomin und Hochschullehrerin
- Agnès Bihl (* 1974), französische Sängerin
- Agnès Boulloche (* 1951), französische Malerin und Bildhauerin
- Agnès Buzyn (* 1962), französische Ärztin, Hämatologin und Politikerin
- Agnès Callamard (* 1963), französische Menschenrechtsexpertin
- Agnès Desarthe (* 1966), französische Schriftstellerin
- Agnès Durdu (* 1964), luxemburgische Rechtsanwältin und Politikerin
- Agnès Evein (* 1963), französische Kostümbildnerin
- Agnès Evren (* 1970), französische Politikerin (RPR/UMP/LR)
- Agnès Firmin-Le Bodo (* 1968), französische Pharmazeutin und Politikerin (Horizons)
- Agnès Godard (* 1951), französische Kamerafrau
- Agnès Guillemot (1931–2005), französische Filmeditorin
- Agnès Humbert (1894–1963), französische Kunsthistorikerin und Mitglied französischen Résistance
- Agnès Jaoui (* 1964), französische Schauspielerin, Autorin und Regisseurin
- Agnès Le Brun (* 1961), französische Politikerin (LR)
- Agnès Letestu (* 1971), französische Balletttänzerin
- Agnès Maltais (* 1956), kanadische Politikerin (PQ)
- Agnès Merlet (* 1959), französische Filmregisseurin und Drehbuchautorin
- Agnès Nègre (* 1947), französische Kostümbildnerin
- Agnès Pannier-Runacher (* 11974), französische Wirtschaftsmanagerin und Politikerin (RE)
- Agnès Patron (* 1984), französische Animationsfilmerin
- Agnès Poirier (* 1975), französische Journalistin
- Agnès Rouzier (1936–1981), französische Schriftstellerin
- Agnès Ntamabyaliro Rutagwera, ruandische Justizministerin und Völkermörderin
- Agnès Soral (* 1960), schweizerisch-französische Theater- und Filmschauspielerin
- Agnès Sorel (1422–1450), Hofdame, die erste offizielle Mätresse am französischen Königshof
- Agnès Spaak (* 1944), belgisch-französische Schauspielerin und Fotografin
- Agnès Spycket (1921–2022), französische Vorderasiatische Archäologin
- Agnès Tchuinté (1959–1990), kamerunische Speerwerferin
- Agnès Thurnauer (* 1962), französische Bildende Künstlerin
- Agnès Andrée Marguerite Troublé (* 1941), französische Modedesignerin, siehe agnès b.
- Agnès Varda (1928–2019), französische Filmemacherin und Fotografin

Doppelname:
- Marie-Agnès Annequin-Plantagenet (* 1960), französische Fußballspielerin
- Marie-Agnès Gillot (* 1975), französische Ballerina der Opéra de Paris